# Clarence Seedorf
Clarence Clyde Seedorf (Paramaribo, 1 de abril de 1976) é um ex-futebolista surinamês naturalizado neerlandês que atuava como meio-campista.
Campeão da Liga dos Campeões da UEFA quatro vezes (atuou na fase de grupos da temporada 1999–00 pelo Real Madrid, mas deixou o clube antes do mata-mata), Seedorf teve passagens brilhantes em vários times. É conhecido por ser o único jogador no mundo a vencer a principal competição europeia por três equipes diferentes: Ajax, Real Madrid e Milan.
Após brilhar na Europa, veio jogar no Brasil e teve grande passagem pelo Botafogo, clube pelo qual se aposentou no final de 2013. Logo depois chegou a trabalhar como treinador, tendo comandado o Milan, o Shenzhen, da China, o Deportivo La Coruña e a Seleção Camaronesa.

## Carreira como jogador

### Ajax
Formado nas categorias de base do Ajax, Seedorf realizou sua estreia como profissional no dia 29 de novembro de 1992, saindo do banco de reservas e entrando na vitória por 3 a 0 contra o Groningen, em jogo válido pela Eredivisie. Com apenas 16 anos e 242 dias de idade, tornou-se o jogador mais jovem a vestir a camisa do clube. Neste dia, Seedorf começou a fazer história na equipe que era a base da Seleção Neerlandesa. Em seguida sagrou-se campeão da Eredivisie e foi eleito o craque do time, chamando atenção do mundo inteiro pela sua pouca idade, compensada com muito potencial e maturidade em campo. O meio-campista conquistou diversos títulos pelo clube holandês, com destaque para a Liga dos Campeões da UEFA na temporada 1994–95.

### Sampdoria
Em 1995 foi contratado pela Sampdoria, onde ficou apenas por uma temporada. O jogador não conquistou títulos pela equipe italiana, mas segundo a mídia esportiva, foi suficiente para chamar a atenção do Real Madrid por ser o principal destaque do clube nas competições.

### Real Madrid
Apesar de ter despertado o interesse de equipes da Premier League, Seedorf foi para o Real Madrid em 1996, onde, na sua primeira temporada, ajudou a equipe a reconquistar o título da La Liga (Campeonato Espanhol). Na sua segunda temporada, 1997–98, desempenhou um papel importante no sucesso da equipe na Liga dos Campeões da UEFA, ajudando o clube merengue a conseguir uma vitória por 1 a 0 sobre a Juventus na final, o segundo título da competição de sua carreira. Ainda pelo Real, Seedorf marcou um golaço de fora da área contra o Atlético de Madrid, num chute de cerca de 45 metros de distância.
A magia de Seedorf no Real Madrid tornou-se menos proeminente após a chegada do treinador neerlandês Guus Hiddink na temporada 1998–99. Por fim, terminou quando ele foi transferido de volta para a Itália durante a temporada 1999–00, desta vez sendo contratado pela Internazionale por uma taxa de cerca de 44 milhões de liras italianas (cerca de 23 milhões de euros).
Foi no Real que ele revelou uma maneira diferente de atuar pela faixa direita do gramado. Marcando, armando e chutando com a mesma precisão, confundia a cabeças dos comentaristas, que não sabiam se ele era lateral, volante, meio-campista ou atacante.

### Internazionale
Apesar de levar a Internazionale para a final da Copa da Itália em 2000, um jogo em que a equipe acabou derrotada, Seedorf não pôde ajudar a trazer nenhum troféu importante para o clube. No entanto, ele é lembrado por muitos torcedores da Inter por seus dois gols contra a Juventus no dia 9 de março de 2002, num empate em 2 a 2, ambos em excelentes chutes de longa distância.

### Milan

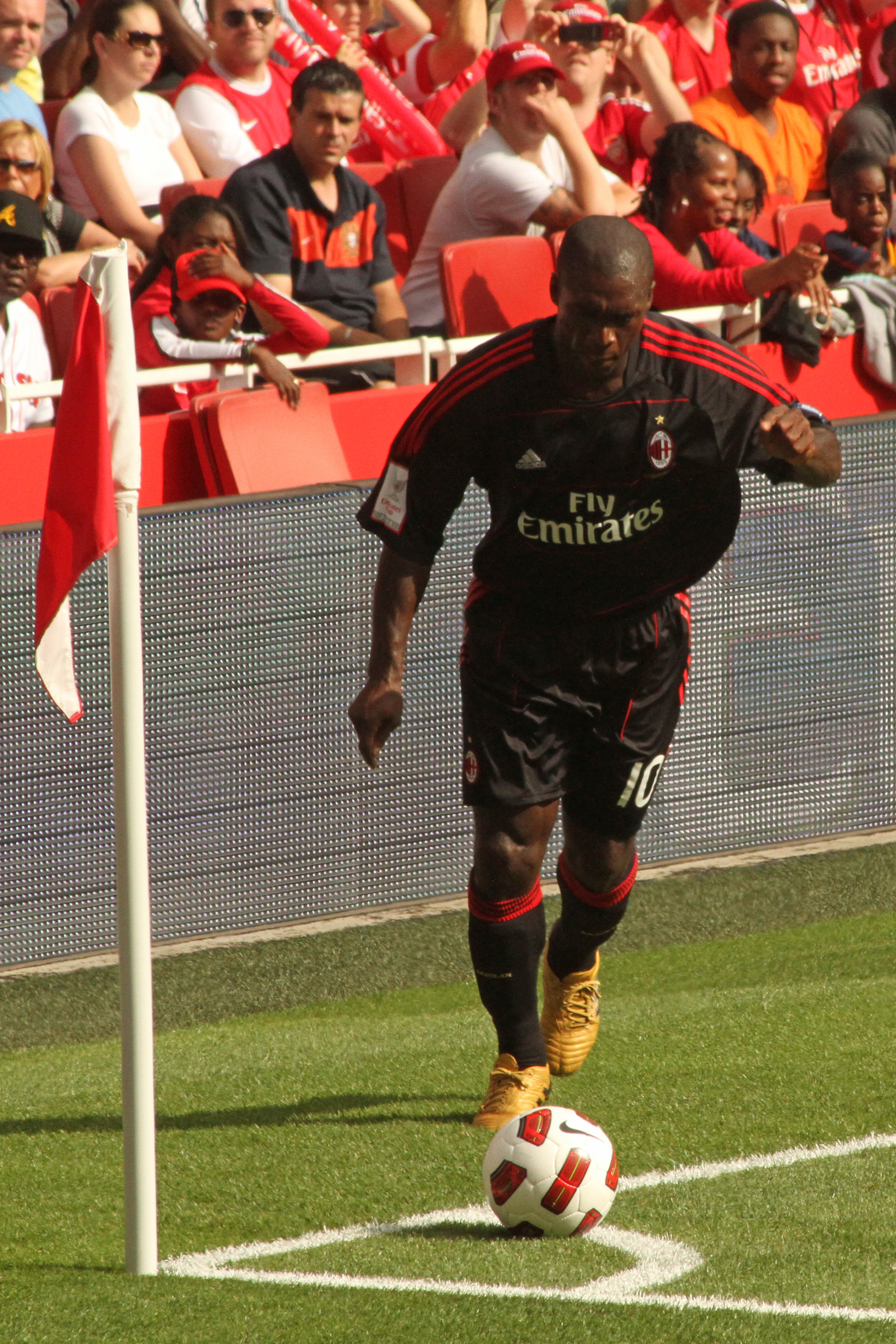
Seedorf em ação pelo Milan contra o Arsenal

Depois de dois anos na Internazionale, Seedorf passou para os rivais da cidade em 2002, envolvido em uma negociação com o lateral-esquerdo Francesco Coco. Em Milão, o neerlandês formou uma parceria formidável no meio-campo com Gennaro Gattuso e Andrea Pirlo, que começou desde a temporada 2002–03. Sob a orientação do técnico Carlo Ancelotti, seu papel era o de apoiar um meia-atacante, fosse ele Rivaldo, Rui Costa, Kaká ou posteriormente Ronaldinho.
Ele conquistou a Copa da Itália com o Milan em 2003, o primeiro título da competição conquistado pela equipe em 26 anos. Na mesma temporada, Seedorf ganhou sua terceira medalha na Liga dos Campeões, para se tornar o primeiro jogador a conquistar a Champions com três clubes diferentes. O Milan bateu a Juventus na disputa por pênaltis, após um empate em 0 a 0, apesar de Seedorf ter perdido sua penalidade.
Na temporada seguinte, 2003–04, Seedorf desempenhou um importante papel na conquista da Serie A. Foi também o quarto título nacional de sua carreira, depois ter conquistado dois títulos neerlandeses com o Ajax e um com o Real Madrid.
Seedorf teve um papel importante na campanha do Milan rumo à final da Liga dos Campeões de 2004–05. Ele começou jogando a grande final contra o Liverpool, realizada em Istambul, que viria a se tornar um jogo histórico. O Milan, após terminar o primeiro tempo com uma vantagem de 3 a 0 no placar, acabou por ceder o empate no segundo tempo, perdendo o título na disputa por pênaltis. Seedorf não cobrou nenhum desses pênaltis. O Milan também terminou em segundo lugar na Serie A de 2004–05, perdendo o Scudetto para a Juventus.

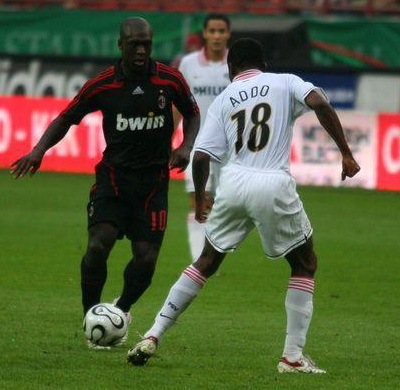
Clarence Seedorf, pelo Milan, disputando bola com Eric Addo, do PSV, em um amistoso no dia 3 de agosto de 2007 no Lokomotiv Stadium, em Moscou

A Calciopoli, como ficou conhecido o escândalo da Serie A de 2005–06, enfraqueceu o clube, mas foram autorizados a continuar na Liga dos Campeões da temporada seguinte, o que levou seus melhores jogadores de permanecer no clube.
Ele jogou o seu centésimo jogo na Liga dos Campeões no dia 4 de dezembro de 2006, numa partida contra o Celtic. O meio-campo do Milan continuou em grande fase nessa temporada, com Seedorf e Kaká ajudando a equipe a se classificar na Liga dos Campeões contra Bayern de Munique e Manchester United. O clube rossonero chegou na final mais uma vez contra o Liverpool, vencendo-os por 2 a 1, em Atenas. Seedorf conquistou o torneio pela quarta vez, e, ao final da competição, foi eleito o melhor meio-campista da Liga dos Campeões. Em 2007 fez parte do elenco que conquistou a Copa do Mundo de Clubes da FIFA, realizada no Japão. O neerlandês acabou ganhando a Bola de Prata da competição, com Kaká sendo eleito o Bola de Ouro.
No dia 21 de junho de 2012, após dez temporadas no Milan, o meia confirmou a saída do clube rossonero.

### Botafogo

#### 2012
Depois de diversas especulações, no dia 30 de junho Seedorf assinou com o Botafogo por dois anos.
O jogador neerlandês fez sua estreia no dia 22 de julho, diante do Grêmio, pela 11ª rodada do Campeonato Brasileiro. Em seu quarto jogo com a camisa do Botafogo, marcou seu primeiro gol pelo Glorioso, numa bela cobrança de falta contra o Atlético Goianiense. O primeiro gol no Engenhão, casa do Botafogo, foi marcado contra o Sport no dia 15 de agosto, na vitória por 2 a 0. Contra o Cruzeiro, fez uma de suas melhores partidas, marcando dois gols e dando o passe para outro. Contra o Corinthians, outra bela atuação: marcou os dois gols do empate em 2 a 2 contra o time paulista.

#### 2013
No dia 27 de janeiro, deu o passe para Bolívar empatar o jogo contra o Fluminense no Engenhão, após dois toques na bola passou para o zagueiro fazer o gol do empate por 1 a 1. Jogou mais uma partida contra o Audax Rio e sua equipe venceu o jogo por 4 a 0 fora de casa e marcou um hat-trick no dia 3 de fevereiro, contra o Macaé, jogo vencido por sua equipe por 3 a 1 de virada. Após concretizar a marca, Seedorf chorou e dedicou o gol à avó, que morrera dez dias antes. Marcou mais um gol no dia 7 de fevereiro, contra o Resende, também dando passe para o segundo gol do Botafogo no jogo. Sua equipe venceu o jogo por 4 a 2 em casa. No dia 10 de março, após a vitória botafoguense sobre o rival Vasco da Gama por 1 a 0, Seedorf levantou seu primeiro título com a camisa alvinegra, a Taça Guanabara.

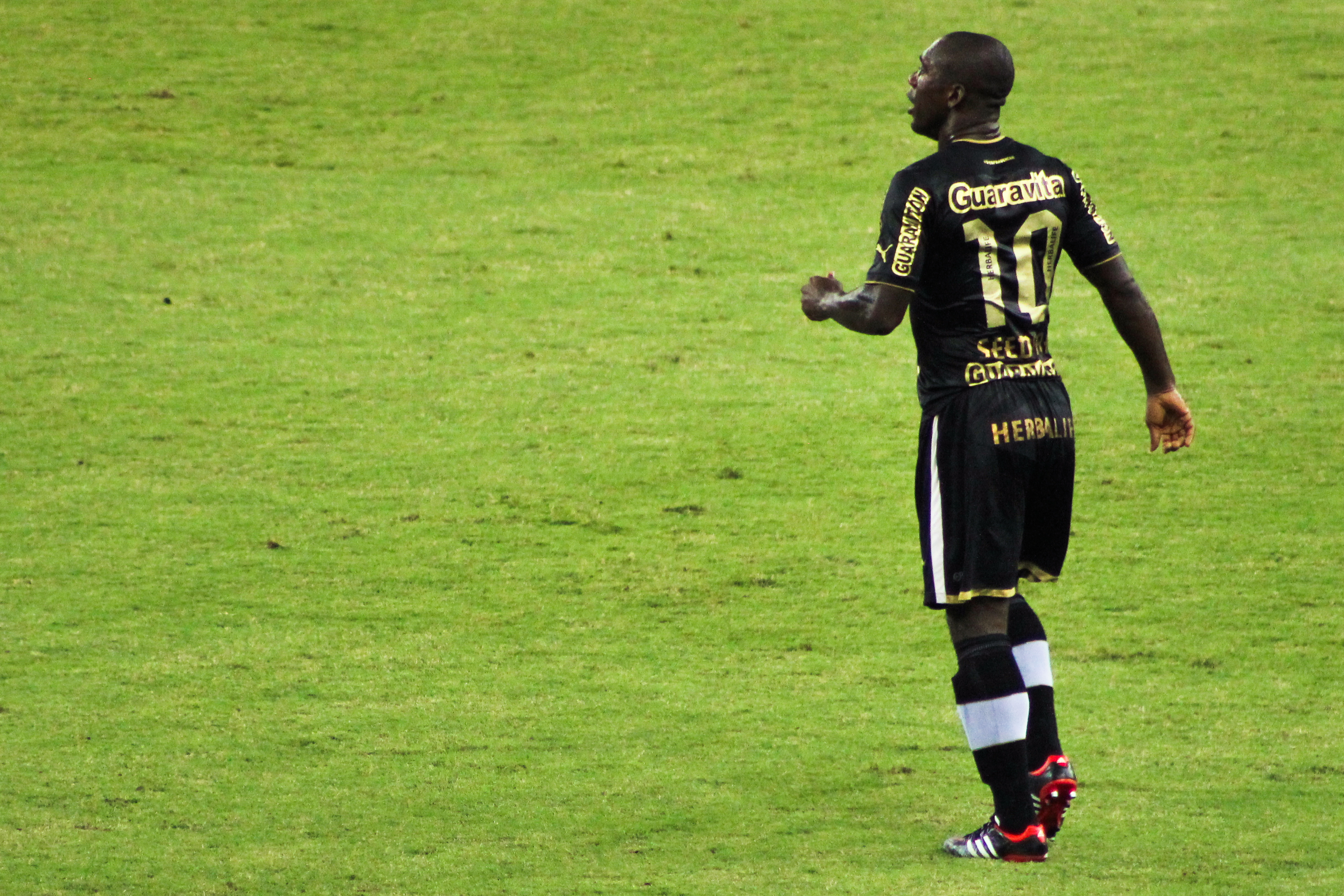
Seedorf atuando pelo Botafogo em outubro de 2013

Após o título do primeiro turno estadual, o ex-craque do Milan e da Seleção Neerlandesa – assim como o próprio Seedorf – Ruud Gullit se disse orgulhoso pelo sucesso do conterrâneo em solo brasileiro. O campeão europeu com a Laranja Mecânica em 1988 afirmou:
| “ | Vi o jogo e tivemos uma festa juntos também, estou muito orgulhoso dele por ser um holandês jogando no Brasil. Não foram muitos que fizeram isso, então por isso tenho muito orgulho dele. | ” |

No dia 24 de março, marcou um gol na vitória por 2 a 1 contra o Madureira, fora de casa, em jogo válido pelo Campeonato Carioca. Na ocasião, Seedorf foi expulso pela primeira vez na carreira por demorar a sair de campo depois de ser substituído. O jogador voltou a balançar as redes no dia 14 de abril, marcando de cabeça o primeiro do Botafogo na goleada por 4 a 1 contra o Nova Iguaçu, que também teve gols de Nicolás Lodeiro e Vitinho. Após marcar na semifinal do Carioca, na goleada por 5 a 0 contra o Resende, no dia seguinte o jornal italiano La Gazzetta dello Sport noticiou que Seedorf era um forte nome para assumir o cargo de técnico no Milan, em caso de não classificação do clube para a próxima edição da Champions.
O neerlandês continuou no Botafogo e voltou a marcar um gol no dia 8 de junho, na vitória por 2 a 0 contra a Ponte Preta, fora de casa, em jogo válido pelo Campeonato Brasileiro. Realizou sua última partida pelo Fogão no dia 8 de dezembro, na vitória por 3 a 0 contra o Criciúma, em jogo realizado no Maracanã. Ao ser substituído para receber o carinho da torcida, Seedorf se emocionou e foi às lágrimas nos braços do técnico Oswaldo de Oliveira.

### Aposentadoria
No dia 14 de janeiro de 2014, anunciou em uma coletiva sua aposentadoria dos gramados. O meia foi homenageado pela diretoria do Botafogo e recebeu um quadro do presidente Maurício Assumpção.
| “         | Vou parar de jogar futebol depois de 22 anos. Foi uma noite difícil, mas estou satisfeito com o que fiz na minha carreira, no que fiz com o Botafogo. Objetivo de voltar a sonhar, a disputar a Libertadores após 17 anos. Minha felicidade de poder ter deixado também em campo resultados importantes. Carioca foi um começo. Não acabou mal. Conseguimos a vaga na Libertadores. Todos aqui merecem. | ” |
| — Seedorf | |   |

## Seleção Nacional
Seedorf foi destaque na Seleção Neerlandesa e ajudou a equipe a disputar títulos, mas não conquistou nenhum troféu com a Laranja. Pela Seleção principal, disputou quatro competições: as Eurocopas de 1996, 2000 e 2004, além da Copa do Mundo FIFA de 1998, em que os Países Baixos foram eliminados pelo Brasil na semifinal.
Em 2006, mesmo com Seedorf tendo jogado as eliminatórias da Copa do Mundo FIFA em alto nível, o treinador Marco van Basten preferiu dar chances aos mais novos na convocação para a Copa do Mundo FIFA. Seedorf anunciou sua aposentadoria da Seleção três anos depois, em 2009. No total, atuou pelos Países Baixos em 87 partidas e marcou 11 gols.[carece de fontes?]

## Carreira como treinador

### Milan
Foi anunciado pelo Milan em janeiro de 2014, logo após a demissão do técnico Massimiliano Allegri. Estreou no dia 19 de janeiro, na vitória de 1 a 0 sobre o Hellas Verona.
Após o fim da temporada, na qual o clube terminou na oitava posição na Serie A, Seedorf foi demitido no dia 9 de junho e substituído pelo seu ex-companheiro Filippo Inzaghi.

### Seleção Camaronesa
Foi confirmado como técnico da Seleção Camaronesa no dia 4 de agosto de 2018. Seu auxiliar foi Patrick Kluivert, ex-companheiro de Ajax e Seleção Neerlandesa.
Quase um ano depois, no dia 17 de julho, foi demitido depois da campanha abaixo das expectativas na Copa Africana de Nações. No total pela Seleção foram dez jogos disputados, com três vitórias, três derrotas e quatro empates.

## Vida pessoal

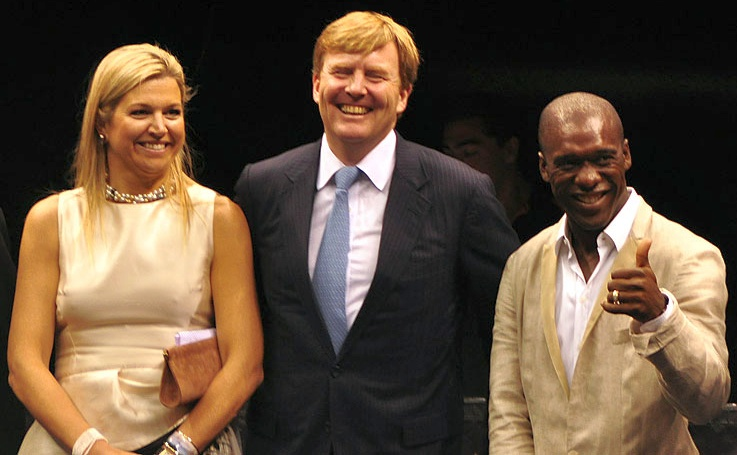
Seedorf ao lado de Máxima Zorreguieta e Guilherme Alexandre

Foi casado com a brasileira Luviana e fala português fluentemente, além de francês, inglês, italiano, espanhol e também neerlandês por ser a língua falada no Suriname. Também tem familiares que jogam futebol, são eles: Chedric Seedorf, seu irmão, seu sobrinho Regilio Seedorf e seus primos Jurgen Seedorf e Stefano Maarten Seedorf.

### Outros trabalhos
Após um curto período no marketing da empresa Araújo Abreu Engenharia, no Brasil, Seedorf se interessou no trabalho relacionado à mídia nos últimos anos. Ingressou na equipe da BBC, cobrindo a Copa do Mundo FIFA de 2010, na África do Sul, trabalhando como comentarista esportivo. Ele também apresentou uma série de recursos para a cobertura da BBC, incluindo um sobre a Ilha Robben. Posteriormente voltou a BBC para fazer a cobertura da Euro 2012, o que lhe levou a ser amplamente elogiado pelo Daily Mail. Ele também fez aparições em Match of the Day 2 durante o intervalo de cada jogo da Premier League.[carece de fontes?]
Seedorf está envolvido em muitos projetos de cunho social em seu país de nascimento, o Suriname. Em 2001 construiu o Estádio Clarence Seedorf, no distrito de Para. Em 2007 foi honrado pelo Suriname, recebendo o Comando da alta Ordem da Estrela Amarela. Já em abril de 2011, os Países Baixos também o homenagearam com a comenda de Cavaleiro da Ordem de Orange-Nassau.
No dia 5 de junho de 2009, Seedorf anunciou numa conferência de imprensa após um encontro com Nelson Mandela, que ele se tornou Legacy Champion da Fundação Nelson Mandela.

## Estatísticas

### Como jogador
| Clube             | Temporada         | Campeonato nacional | Campeonato nacional | Copa nacional | Copa nacional | Competições continentais | Competições continentais | Outros torneios | Outros torneios | Total | Total |
| Clube             | Temporada         | Jogos               | Gols                | Jogos         | Gols          | Jogos                    | Gols                     | Jogos           | Gols            | Jogos | Gols  |
| ----------------- | ----------------- | ------------------- | ------------------- | ------------- | ------------- | ------------------------ | ------------------------ | --------------- | --------------- | ----- | ----- |
| Ajax              | 1992–93           | 12                  | 1                   | 3             | 0             | 3                        | 0                        | —               | —               | 18    | 1     |
| Ajax              | 1993–94           | 19                  | 4                   | 2             | 0             | 2                        | 0                        | 1               | 0               | 24    | 4     |
| Ajax              | 1994–95           | 32                  | 6                   | 3             | 0             | 11                       | 0                        | 0               | 0               | 48    | 6     |
| Ajax              | Total             | 65                  | 11                  | 8             | 0             | 16                       | 0                        | 1               | 0               | 90    | 11    |
| Sampdoria         | 1995–96           | 32                  | 3                   | 2             | 1             | —                        | —                        | —               | —               | 34    | 4     |
| Sampdoria         | Total             | 32                  | 3                   | 2             | 1             | -                        | -                        | -               | -               | 34    | 4     |
| Real Madrid       | 1996–97           | 38                  | 6                   | 4             | 0             | —                        | —                        | —               | —               | 42    | 6     |
| Real Madrid       | 1997–98           | 36                  | 6                   | 0             | 0             | 11                       | 0                        | 2               | 1               | 49    | 7     |
| Real Madrid       | 1998–99           | 37                  | 3                   | 5             | 1             | 8                        | 3                        | 2               | 0               | 52    | 7     |
| Real Madrid       | 1999–00           | 10                  | 0                   | 0             | 0             | 6                        | 0                        | —               | —               | 16    | 0     |
| Real Madrid       | Total             | 121                 | 15                  | 9             | 1             | 25                       | 3                        | 4               | 1               | 159   | 20    |
| Internazionale    | 1999–00           | 20                  | 3                   | 5             | 2             | —                        | —                        | —               | —               | 25    | 5     |
| Internazionale    | 2000–01           | 24                  | 2                   | 4             | 0             | 7                        | 3                        | 1               | 0               | 36    | 5     |
| Internazionale    | 2001–02           | 20                  | 3                   | 2             | 1             | 10                       | 0                        | —               | —               | 32    | 4     |
| Internazionale    | Total             | 64                  | 8                   | 11            | 3             | 17                       | 3                        | 1               | 0               | 93    | 14    |
| Milan             | 2002–03           | 29                  | 4                   | 3             | 2             | 16                       | 1                        | —               | —               | 48    | 7     |
| Milan             | 2003–04           | 29                  | 3                   | 5             | 0             | 8                        | 0                        | 3               | 0               | 45    | 3     |
| Milan             | 2004–05           | 32                  | 5                   | 4             | 1             | 13                       | 1                        | 0               | 0               | 49    | 7     |
| Milan             | 2005–06           | 36                  | 4                   | 2             | 1             | 11                       | 1                        | —               | —               | 49    | 6     |
| Milan             | 2006–07           | 32                  | 7                   | 5             | 0             | 14                       | 3                        | —               | —               | 51    | 10    |
| Milan             | 2007–08           | 32                  | 7                   | 0             | 0             | 7                        | 2                        | 3               | 1               | 42    | 10    |
| Milan             | 2008–09           | 33                  | 6                   | 1             | 0             | 7                        | 0                        | —               | —               | 41    | 6     |
| Milan             | 2009–10           | 29                  | 5                   | 0             | 0             | 8                        | 1                        | —               | —               | 37    | 6     |
| Milan             | 2010–11           | 30                  | 4                   | 2             | 0             | 8                        | 0                        | —               | —               | 40    | 4     |
| Milan             | 2011–12           | 18                  | 2                   | 3             | 1             | 8                        | 0                        | 1               | 0               | 30    | 3     |
| Milan             | Total             | 300                 | 47                  | 25            | 5             | 100                      | 9                        | 7               | 1               | 432   | 62    |
| Botafogo          | 2012              | 24                  | 8                   | —             | —             | 1                        | 1                        | —               | —               | 25    | 9     |
| Botafogo          | 2013              | 34                  | 8                   | 8             | 0             | —                        | —                        | 14              | 7               | 56    | 15    |
| Botafogo          | Total             | 58                  | 16                  | 8             | 0             | 1                        | 1                        | 14              | 7               | 81    | 24    |
| Total na carreira | Total na carreira | 640                 | 100                 | 63            | 10            | 159                      | 16                       | 27              | 9               | 889   | 135   |

### Seleção Nacional
| Países Baixos | Países Baixos | Países Baixos |
| Ano           | Jogos         | Gols          |
| ------------- | ------------- | ------------- |
| 1994          | 1             | 1             |
| 1995          | 7             | 3             |
| 1996          | 11            | 2             |
| 1997          | 7             | 0             |
| 1998          | 12            | 1             |
| 1999          | 7             | 0             |
| 2000          | 10            | 2             |
| 2001          | 4             | 1             |
| 2002          | 2             | 1             |
| 2003          | 7             | 0             |
| 2004          | 9             | 0             |
| 2005          | 0             | 0             |
| 2006          | 1             | 0             |
| 2007          | 8             | 0             |
| 2008          | 1             | 0             |
| Total         | 87            | 11            |

### Como treinador
Atualizadas até 6 de julho de 2019
| Clube     | Jogos | Vitórias | Empates | Derrotas | Aproveitamento |
| --------- | ----- | -------- | ------- | -------- | -------------- |
| Milan     | 22    | 11       | 2       | 9        | 50%            |
| Shenzhen  | 14    | 4        | 4       | 6        | 28,57%         |
| La Coruña | 16    | 2        | 6       | 8        | 12,5%          |
| Camarões  | 13    | 4        | 5       | 4        | 33,3%          |

## Títulos

### Como jogador
Ajax
- Copa dos Países Baixos: 1992–93
- Supercopa dos Países Baixos: 1993 e 1994
- Eredivisie: 1993–94 e 1994–95
- Liga dos Campeões da UEFA: 1994–95

Real Madrid
- La Liga: 1996–97
- Supercopa da Espanha: 1997
- Liga dos Campeões da UEFA: 1997–98
- Copa Intercontinental: 1998

Milan
- Copa da Itália: 2002–03
- Liga dos Campeões da UEFA: 2002–03 e 2006–07
- Supercopa da UEFA: 2003 e 2007
- Serie A: 2003–04 e 2010–11
- Supercopa da Itália: 2004 e 2011
- Copa do Mundo de Clubes da FIFA: 2007

Botafogo
- Taça Guanabara: 2013
- Taça Rio: 2013
- Campeonato Carioca: 2013

### Prêmios individuais
Ajax
- Melhor meia-direita da Eredivisie: 1992–93 e 1993–94
- Bola de Ouro da Eredivisie: 1992–93 e 1993–94

Real Madrid
- Equipe da Temporada da ESM: 1996–97

Milan
- Melhor meio-campista da Liga dos Campeões da UEFA: 2002–03 e 2006–07
- Melhor meia-direita da Serie A: 2003–04
- Bola de Ouro da Serie A: 2003–04
- Melhor meio-campista do Futebol Europeu: 2007
- Bola de Prata da Copa do Mundo de Clubes da FIFA: 2007

Botafogo
- Melhor meia-direita do Campeonato Carioca: 2013
- Bola de Ouro do Campeonato Carioca: 2013[72]
- Bola de Prata: 2013

### Honrarias
- FIFA 100[73]
- Comenda Ordem da Estrela Amarela do Suriname: 2007[69]
- Equipe do Século do Real Madrid: 2008
- Comenda Cavaleiro da Ordem de Orange-Nassau dos Países Baixos: 2011
- Equipe dos Sonhos da Serie A pelo La Gazzetta dello Sport
- Equipe dos Sonhos da Liga dos Campeões da UEFA